# Cimoliopteridae
De Cimoliopteridae zijn een groep uitgestorven pterosauriërs behorende tot de Pterodactyloidea.
In 2019 bemerkten Rodrigo Pêgas, Borja Holgado en María Eduarda Santos de Castro Leal bij hun benoeming van Targaryendraco dat de groep Targaryendraconia in twee takken te verdelen viel. Een van deze kladen werd gedefinieerd als de groep omvattende Cimoliopterus cuvieri en alle soorten nauwer verwant aan Cimoliopterus dan aan Targaryendraco wiedenrothi.
De groep bestaat uit middelgrote visetende soorten uit het Krijt van Europa en Amerika. Ze zijn gevonden in lagen uit het Albien tot Cenomanien. Naast Cimoliopterus zelf bestaat de groep uit Aetodactylus en Camposipterus.
Verschillende synapomorfieën, gedeelde afgeleide eigenschappen, werden vastgesteld. De snuitpunt heeft een klein voorste uitsteeksel boven het niveau van het eerste paar tandkassen. De richel op het verhemeltebeen reikt tot tussen het tweede en derde paar tanden. De eerste drie paar tanden staan dicht opeen. Het eerste paar tandkassen wordt gescheiden door een dunne beenplaat.
De Cimoliopteridae vormen binnen de Lanceodontia de zustergroep van de Targaryendraconidae.